# Hypericum gnidiifolium
Hypericum gnidiifolium là một loài thực vật có hoa thuộc họ Clusiaceae.
Loài này chỉ có ở Ethiopia.